# Modum
Modum est une kommune de Norvège. Elle est située dans le comté de Buskerud.